# Novus Ordo Missae
Novus Ordo Missae (Novus Ordo) — условное название чина мессы, используемого в настоящее время в Католической церкви в богослужении римского обряда, который был введён в употребление папой Павлом VI в 1969 году. Термином Novus Ordo (без добавления Missae) часто называют и в целом богослужебный обряд, введённый тогда же и явивший собой осуществление богослужебных реформ, предписанных II Ватиканским собором, хотя это осуществление и не во всём соответствовало предписаниям собора.
7 июля 2007 года папа Бенедикт XVI в motu proprio Summorum Pontificum установил, что латинская месса может совершаться в двух формах — «ординарной», под которой имеется в виду Novus Ordo, и «экстраординарной», то есть тридентской (в редакции 1962 года).

## Терминология
Термин Novus Ordo не является официальным названием этого обряда. Происхождение названия связано с латинскими документами, описывавшими предварительные версии чина мессы, где этот чин (Ordo Missae), чтобы отличать его от существовавшего до этого чина, называли novus ordo Missae, то есть «новый чин мессы». Впоследствии, однако, этот термин стал использоваться как имя собственное, обозначая данный чин мессы и обряд в целом. В основном этот термин используют для различения этого обряда и существовавшего до него, который, в этом контексте, именуется «тридентским» или «традиционным» обрядом. Данная терминология используется преимущественно (но не исключительно) католиками-традиционалистами. Некоторые приверженцы этого нового обряда считают данный термин уничижительным, и тогда используются другие наименования («Месса Павла VI», «послереформенный обряд», или просто «новый обряд»). После выхода Summorum pontificum используется также термин «ординарный обряд». Официально Католическая церковь, говоря о том или ином чинопоследовании мессы, указывает на год выпуска Миссала, например, «Римский Миссал 1962 года», или «Римский Миссал 2002 года».

## История

### Предпосылки реформы
История пересмотра чина мессы и других богослужений римского обряда уходит своими корнями в Литургическое движение, католическую организацию, существовавшую в XIX и XX веках. Это движение, основателем которого был Дом Проспер Гиранже (1805—1875), ставило свой целью призвать мирян к более осознанному участию в литургии, посредством частого посещения богослужений (не только месс), понимания их смысла и следования сердцем и мыслью за священником. При этом изменения, предполагавшиеся в самой литургии, были минимальными. В основном предлагалось изменить календарь (на тот момент в календаре было 252 праздника святых, отменявших собой службу текущего дня). Это движение пользовалось поддержкой, в частности, папы Пия X, который восстановил значение Григорианского хорала в богослужении и совершил реформу Бревиария, установив оптимальное соотношения между воскресными днями и праздниками святых. Он также призывал верующих к более внимательному участию в богослужении: «Вы должны молиться со священником святыми словами, произносимыми им во имя Христа и которые Христос говорит через него. Вы должны соединить своё сердце со святыми чувствами, содержащимися в этих словах, и таким образом следовать всему, что происходит на алтаре. Действуя таким образом, вы молитесь на Святой Мессе».
После Пия X, однако, Литургическое движение постепенно изменило свою направленность, взяв курс на продвижение, в том числе, таких изменений, для противодействия которым и было создано. Основные цели движения, впрочем, оставались такими же — сделать литургию более понятной для народа, более активное участие мирян и т. п. — однако реализовать это предлагалось не столько объяснением сути богослужения, праздников и т. д., сколько изменением и упрощением самого богослужения. В частности, хотя движение всё ещё не выступало за полный пересмотр чина мессы, предлагалось изменить некоторые практики, такие как упоминание о принесении жертвы ещё во время оффертория, тайное чтение многих важных молитв, чтение молитв и библейских отрывков на латыни, а не на местных языках, дублирование некоторых молитв (например, Confiteor или Domine, non sum dignus).
Литургисты к тому времени в результате исследования древних рукописей обнаружили множество литургических элементов различной ценности, которые использовались в богослужениях первых веков христианства, но впоследствии оттуда выпали; или, напротив, элементов, носившие частный характер, которые попали в чин мессы и были закреплены там в 1570 году папой Пием V. Соответственно, участники литургического движения призывали к восстановлению в мессе отдельных богослужебных форм первых веков.
С 1930-х годов они ввели так называемые «диалоговые мессы», предполагавшие более активное участие народа (на возгласы священника на такой мессе отвечал не министрант, как обычно, а все прихожане). В некоторых случаях, например, в скаутских лагерях и других молодёжных организациях, участникам движения удавалось совершать мессы на национальных языках, на обычном столе в качестве алтаря и лицом к народу. Одним из участников тех литургических экспериментов в Риме в 1933 году был молодой капеллан Католического молодёжного движения, священник Джованни Баттиста Монтини, будущий папа Павел VI.
Ответом на эти эксперименты стала энциклика Mediator Dei), написанная папой Пием XII в 1947 году. В энциклике, в частности, Пий XII хвалит работу литургистов, обнаруживших элементы богослужений первых веков, настаивая при этом, что только Святой Престол может решать, что предпринять на основании этих находок. При этом он осуждает стремление восстановить древние обычаи только ради их древности как таковой, без учёта последующего развития литургического опыта Церкви. Относительно использования национальных языков в богослужении в энциклике говорилось, что «использование родного языка в некоторых обрядах может быть большим преимуществом для людей». В то же время Пий XII подчёркивал, что только Святой Престол может дать разрешение на использование национальных языков.
Комиссия, созданная в своё время святым Пием V, также должна была вернуть обряд литургии «к оригинальной форме и обряду святых отцов» (как сказано в булле Quo Primum), но ей не удалось это сделать ввиду недостатка имевшихся к её распоряжении материалов. Например, не была восстановлена молитва верных, от неё осталось лишь отдельное слово Oremus («помолимся»).

### Начало пересмотра
Римский миссал, после его выхода в 1570 году, пересматривался неоднократно. Первый пересмотр был сделан уже 34 года спустя папой Климентом VIII, потом, ещё 30 лет спустя папой Урбаном VIII. Вносили изменения и другие папы римские, но все эти изменения касались лишь сопутствующих частей миссала, не затрагивая собственно чина литургии. Наиболее радикальные изменения начались лишь в XX веке.
В ответ на декрет, изданный Первым Ватиканским Собором, Пий X в 1911 году внёс изменения в распределение псалмов в Бревиарии. В своей булле Divino afflatu) он описывал эти изменения как «первый шаг в направлении исправления Римского Бревиария и Миссала». Для мирян, однако, эти изменения остались практически незамеченными, за исключением того, что на воскресной мессе стала совершаться преимущественно не служба попадавшего на этот день святого, а воскресная служба.

### Реформы Пия XII
В 1955 году Пий XII внёс существенные изменения в службы Вербного (Пальмового) Воскресенья, Пасхального Триденствия и Навечерия Пятидесятницы. Обряд благословения пальм в Вербное воскресенье был упрощён, и оттуда были изъяты такие элементы, как чтение Sanctus, оставшиеся там от древнего обычая совершать при благословении пальм отдельную мессу. В Великий Четверг месса была перенесена с утра на вечер, что освобождало утро для особой мессы освящения елея, совершавшейся епископом, и на вечерней мессе был установлен чин омовения ног. Изменения в службе Великой Пятницы включали в себя перемещение этой службы с утра на дневное время, и разрешение мирянам принимать Причастие, что раньше мог делать в этот день только священник. Был также отменён обычай, когда священник, причащаясь, пил вино из чаши, куда он опускал Тело Христово.
Значительные изменения были внесены в службу Пасхального бдения:
- Совершение службы было перенесено с утра Великой Субботы на ночь перед Пасхой.
- Трисвечник, на котором ранее зажигались свечи в начале службы, был заменён одной свечой, был также установлен обычай держать свечи всем собравшимся в храме.
- Были введены новые обряды, такие, как чин обновления крещальных обетов (на национальных языках) и написание на Пасхальной свече арабскими цифрами текущего года.
- Молитва за императора в Exultet была заменена новосоставленной молитвой.
- Восемь чтений из Ветхого Завета были изъяты, ещё одно сокращено, и священник больше не был обязан тихо читать эти отрывки в то время, когда они громко пелись или читались.
- Было отменено чтение «Последнего евангелия» (Ин. 1, 1—14) в конце мессы.

На службе Навечерия Пятидесятницы было полностью отменено традиционное освящение крещальной воды, сопровождавшееся Литанией всем Святым и шестью чтениями из Ветхого Завета. Они по-прежнему печатались в Миссале, который, за исключением изменений в богослужении Страстной Недели, оставался неизменённым и не считался новым editio typica, типовым изданием, отменявшим миссал Пия X, который был выпущен папой Бенедиктом XV в 1920 году.
Другой существенной реформой Пия XII явилось разрешение совершать мессу вечером. Это повлекло за собой изменение евхаристического поста, если раньше требовалось воздерживаться от пищи с полуночи, то теперь этот пост был сокращён до трёх часов. Разрешение вечерних месс позволило участвовать в них тем, кто не мог делать этого утром, так как находился на работе. С другой стороны, с введеним вечерних месс из богослужения в приходских храмах оказалась вытеснена последняя служба суточного круга, совершавшаяся в храме — вечерня. Службы суточного круга (Бревиарий), таким образом, полностью сделались частным делом священнослужителей.

### Реформы Иоанна XXIII
Папа Иоанн XXIII, пришедший на смену Пию XII в 1958 году, добавил некоторые новые праздники и внёс некоторые изменения в календарь и в уставные рубрики. Так, количество праздников, имевших приоритет перед воскресным днём, было сокращено до девяти; некоторые праздники были понижены в ранге до простых воспоминаний; будние дни Великого Поста получили приоритет над большинством праздников, за исключением duplex 1-го и 2-го классов; было уменьшено число чтений на утрени (Matinum).
Однако более заметными были два других внесённых им изменения: изъятие слова perfidi («неверные») из молитвы об иудеях в Великую Пятницу и добавление в Евхаристический канон имени Святого Иосифа. Последнее изменение было особенно значимым, так как до этого канон мессы считался практически неприкосновенным. Вышедшее при Иоанне XXIII editio typica Миссала является последним изданием дореформенного миссала.

### Второй Ватиканский собор
На Втором Ватиканском соборе, проходившем с 1962 по 1965 годы были, среди прочего, рассмотрены и вопросы литургической реформы. Этому посвящена провозглашённая 4 декабря 1963 года Конституция Sacrosanctum Concilium. Далее приводятся положения из этой конституции, касающиеся непосредственно предписываемых изменений.
(общие принципы)
35. Дабы отчётливо явствовало, что в Литургии обряд тесно связан со словом:
1) При совершении богослужения следует ввести более обильное, разнообразное и уместное чтение Священного Писания.
(об Евхаристии)
50. Чин Мессы следует пересмотреть таким образом, чтобы явственнее представал смысл, присущий каждой отдельной её части, равно как и взаимосвязь между этими частями, и облегчалось благоговейное и деятельное участие верных. Поэтому обряды, существо которых должно строго сохраняться, следует упростить, опустить то, что с течением времени стало повторяться или было добавлено без особой пользы. Напротив, кое-что из того, что со временем незаслуженно исчезло, надлежит восстановить по исконным правилам Святых Отцов, если это покажется уместным или необходимым.
51. Чтобы обильнее готовить трапезу слова Божия для верных, следует шире открывать сокровищницу Библии, чтобы в течение установленного числа лет народу зачитывалась преобладающая часть Священного Писания.
52. Проповедь <…> настоятельно рекомендуется как часть самой Литургии. Более того, на Мессах, совершаемых в воскресенья и по предписанным праздникам при стечении народа, опускать её не следует, если только на это не будет важной причины.
53. Надлежит восстановить «всеобщую молитву», или молитву верных, после Евангелия и проповеди, особенно по воскресеньям и по предписанным праздникам <…>.
55. Настоятельно рекомендуется то более совершенное участие в Литургии, при котором верные после причащения священника принимают Тело Господне от того же самого Жертвоприношения.
(о литургии часов)
88. Поскольку цель Литургии Часов — освящение дня, то традиционный круг Часов следует преобразовать, чтобы по мере возможности каждый Час соответствовал своему действительному времени.<…>
89. Итак, при преобразовании Литургии Часов следует соблюдать следующие нормы:
а) Утреня, как молитвы утром, и Вечерня, как молитвы вечером, по священной традиции всей Церкви должны считаться стержнем ежедневной Литургии Часов и совершаться соответственно;
б) Повечерие надлежит расположить так, чтобы оно было надлежащим образом приурочено к концу дня;
в) Хотя служба, называемая «Часом Чтений», сохраняет в хоре характер ночного воспевания хвалы, её следует преобразовать так, чтобы читать её можно было в любой час дня, причём состоять она должна из меньшего числа псалмов и из более пространных чтений;
г) Первый Час упраздняется;
д) Для хора сохраняются малые Часы: Третий, Шестой и Девятый. Вне хора можно выбрать один Час из трёх, наиболее отвечающий времени дня.
91. Чтобы круг Часов, изложенный в ст. 89, мог соблюдаться на деле, псалмы следует распределить уже не в границах одной недели, но на более длительный промежуток времени.
(О литургическом годе)
107. Годовой литургический круг надлежит пересмотреть таким образом, чтобы при сохранении или восстановлении традиционных обычаев и правил относительно праздников и постов соответственно условиям нашей эпохи остался в целости и присущий им исконный характер, дабы благочестие верных должным образом питалось в праздновании тайн христианского Искупления, и прежде всего, пасхальной тайны.
108. Сердца верных должны направляться прежде всего ко дням праздников Господних, на которых в течение года празднуются тайны спасения. Поэтому великие Господни и Богородичные праздники должны занять подобающее им место, выше праздников святых, чтобы надлежащим образом знаменовался полный цикл тайн спасения.
111. <…> Чтобы праздники святых не получили преимущества над праздниками, отмечающими сами тайны спасения, большинство их предоставляется празднованию в каждой из отдельных церквей, стран или монашеских семейств. На всю Церковь следует распространять лишь те праздники, на которых поминают святых, имеющих действительно вселенское значение.

### Осуществление реформы
В 1964 году Павел VI установил Consilium ad exsequendam Constitutionem de Sacra Liturgia («Совет по осуществлению Конституции о Священной Литургии»). 26 сентября 1964 года, ещё во время заседаний Собора, Священная Конгрегация обрядов выпустила инструкцию Inter oecumenici, которая была введена в действие 7 марта 1965 года и представляла собой существенные изменения в существующей литургии, хотя сама форма обряда была сохранена. В связи с этой инструкцией некоторые говорят о «Миссале 1965 года», однако не было выпущено типового издания миссала, а упомянутая инструкция содержала ряд указаний относительно Миссала 1962 года, которые были включены в некоторые издания Миссала на национальных языках, начавшие появляться в то время. Эти изменения включали в себя, разрешение использования национальных языков; разрешение священнику совершать мессу лицом к народу; некоторые текстовые изменения, такие, как отмена псалма Judica в начале мессы, и Последнего Евангелия и молитв Льва XIII в конце. Вышедший в 1967 году документ Tres abhinc annos содержал вторую инструкцию по осуществлению решений Собора, относящихся к Литургии. Изменения в текстах были минимальными, однако были упрощены рубрики и одеяние священнослужителей. Тем временем были разрешены сослужение и причащение под обоими видами, и в 1968 году, в дополнение к традиционному Римскому канону, были добавлены ещё 3 евхаристические молитвы.
К октябрю 1967 года Совет полностью подготовил черновую редакцию нового чина литургии, и она была представлена Синоду епископов, собравшихся в этом месяце в Риме. Епископы присутствовали на первом публичном совершении мессы по новому чину в Сикстинской капелле. В ходе голосования за этот чин, 71 епископ проголосовал placet («одобряю»), 43 — non placet («не одобряю») и 62 проголосовали placet iuxta modum («одобряю с оговорками»). Некоторые из этих оговорок были приняты во внимание и внесены в текст.
Новый миссал был введён апостольской конституцией Павла VI Missale Romanum, выпущенной 3 апреля 1969 года. Эта конституция устанавливала в качестве дня, когда должны были начаться богослужения по новому миссалу, первое воскресенье Адвента текущего года (т. е., начало нового литургического года). Однако сам новый миссал вышел только в следующем году, а переводы на национальные языки появились ещё позже.

## Суть изменений

### Перечень основных изменений
Далее приводятся некоторые, наиболее заметные изменения в новом обряде по сравнению со старым, как в миссале, так и в других богослужениях.

#### На мессе
- Упрощены начальные обряды. Изъят начальный псалом (Judica, пс. 42[13]); покаянная молитва Confiteor (ранее читавшаяся дважды, отдельно священником и министрантом) теперь читается единожды от лица всех собравшихся, включая священника. Если в начале мессы совершается иной покаянный обряд (например, окропление святой водой по воскресеньям), Confiteor опускается вовсе.
- На мессах воскресений и торжеств читается обычно не 2, а 3 библейских чтения. Вместо прежнего Градуала, включавшего выдержки из псалма, читается или поётся полностью Ответный псалом. Общий объём библейских чтений увеличен (до 13,5% Ветхого Завета и 71,5% Нового Завета, тогда как раньше было соответственно 1% и 16,5%) за счёт того, что вместо прежнего однолетнего цикла введён трёхлетний цикл для воскресных дней и двухлетний для будних.
- Коленопреклонение, бывшее во время чтения Credo, оставлено только для двух дней в году[14], а в прочие дни заменено поклоном. На практике, впрочем, в ряде стран вместо Никейского Символа веры стал читаться более короткий Апостольский Символ.
- После Евангелия (Credo и проповеди, если есть) читается молитва верных[15].
- Сильно сокращён чин предложения даров (офферторий). С другой стороны, на торжественных мессах может совершаться церемония принесения даров (хлеба, вина и других) к алтарю мирянами.
- При совершении Анафоры священник может выбрать один из четырёх евхаристических канонов: I — Римский канон; II и III — новонаписанные каноны[16]; IV — канон, составленный на основе анафоры св. Василия Великого. Ещё несколько канонов могут использоваться на детских мессах. Каноны теперь читаются не тихо, как раньше, а громко, на весь храм.
- Изменены Установительные слова. Вставка Misterium fidei, бывшая раньше частью этих слов, теперь возглашается отдельно.
- Значительно сокращено количество коленопреклоненией и крестных знамений во время всей мессы. В частности, 25 крестных знамений, совершавшихся над Хостией и Чашей во время Евхаристического канона на прежней мессе (из которых 15 было после консекрации) были заменены одним крестным знамением незадолго до консекрации.
- Немного изменён порядок слов в Pater Noster.
- Изменены или переставлены на другие места ряд молитв после Отче наш и перед причащением. Обряд преподания мира (ritus pacis), бывший ранее зарезервированым только для священнослужителей на торжественной мессе, теперь совершается и мирянами.
- Причащение мирян теперь входит в чин мессы (до этого представляло собой отдельный чин).
- Завершающий возглас Ite, missa est теперь действительно завершает мессу. Бывшее после него благословение теперь совершается до него, ряд других обрядов (например, «последнее Евангелие») упразднены.

#### В Литургии часов
- Прежняя книга «Бревиарий» теперь называется «Литургия часов». Содержащиеся в ней службы преобразованы в соответствии с процитированными выше указаниями Собора: Утреня, Час чтений, Дневной час, Вечерня, Завершение дня (Повечерие).
- Практически все службы составлены по одной схеме: гимн, 3 псалма с антифонами, краткое чтение с респонсорием, заключительная молитва. Вечерня и утреня отличаются, фактически, только воспеваемой в конце новозаветной песнью, Benedictus — для утрени и Magnificat — для вечерни.
- В конце вечерни и утрени читаются Preces («Просьбы»), аналогичные по форме упомянутой выше «молитве верных». Сразу после Preces читается молитва «Отче наш», а после неё — молитва дня (Коллекта).
- Псалмы, читаемые в Литургии часов, организованы в четырёхнедельный цикл. Из ряда псалмов при этом изъяты некоторые строки (например, где упоминается о мести врагам и т. п.), а 3 псалма (57, 82 и 108) исключены вовсе.

#### Календарь
- Изменена «ранжировка» праздников. Вместо прежней сложной системы «простых», «полудвойных», «двойных» (simplex, semiduplex, duplex) праздников, где последние делились ещё на классы, введена трёхступенчатая система: память, праздник, торжество (память при этом может быть обязательной и факультативной).
- За исключением двух главных праздников — Рождества и Пасхи, отменено празднование с октавой. Любой праздник теперь продолжается один день, кроме торжеств, которые продолжаются полтора дня.
- Литургический день теперь совпадает с календарным, то есть продолжается от полуночи до полуночи (за исключением торжеств, начинающихся с вечера).
- Был пересмотрен собственно календарь. Дни памяти некоторых святых были добавлены (в частности, святых из других частей света, что должно было подчеркнуть вселенский характер Церкви), некоторые — перенесены на другой день (например, памяти некоторых святых, почитаемых в православных церквях, перенесены на тот же день, что и в этих церквях; большинство святых, попадающих на великопостный период, перенесены на другое время), некоторым понижена степень празднования, некоторые изъяты из календаря вовсе[17].
- Изменена общая структура литургического года. Например, вместо периодов по Пятидесятнице и по Богоявлению установлен один период, называемый «рядовое время». Три подготовительные недели перед Великим постом упразднены.

Изменения коснулись также и других составных частей латинского обряда, например, чинопоследования таинств, структуры священства (отменён сан субдиакона), литургических одеяний. Некоторые другие изменения описаны подробнее далее. По словам Роберта Джеклина «новый чин изменил мессу до неузнаваемости! Если бы, к примеру, католик, умерший в 1945 году, пришёл на мессу в 1972 году, он бы её не узнал!».

### Другие изменения

#### Национальные языки
В конституции Sacrosanctum Concilium II Ватиканский собор указывает:
- 36. § 1. За исключением случаев, предусмотренных партикулярным правом, в латинских обрядах должно сохраняться использование латинского языка.
- § 2. Однако, поскольку и на Мессе, и при преподании Таинств, и в иных частях Литургии использование современного местного языка нередко может оказаться весьма полезным для народа, ему можно уделить больше места, прежде всего в чтениях и поучениях, в некоторых молитвах и песнопениях, согласно нормам, установленным в следующих главах для каждого отдельного случая.
- § 3. При соблюдении этих норм полномочная территориальная церковная власть, о которой говорится в ст. 22, § 2, советуясь при необходимости с Епископами смежных регионов, где говорят на том же языке, вправе выносить решение о том, следует ли использовать современный местный язык и каким образом это надлежит делать. Эти акты власти должны быть одобрены или утверждены Апостольским Престолом.

Хотя здесь предполагается лишь ограниченное использование местных языков, ссылки на «партикулярное право» и «полномочную территориальную церковную власть» открыли дорогу для расширения сферы их использования.
Епископские конференции всего мира вскорости проголосовали за это расширение, и запросили подтверждение от Рима. В ответ, начиная с 1964 года, Рим выпустил серию документов, разрешающих части мессы совершать на национальных языках. К моменту выхода нового миссала в 1970 году в мессе не осталось частей, которые священник был бы обязан совершать на латинском. В настоящее время большинство месс совершаются на национальных языках, хотя в ряде мест иногда, или регулярно, совершаются мессы и на латыни.
Решение об использовании конкретного языка и перевода должно быть одобрено по меньшей мере двумя третями членов соответствующей Епископской конференции, и это решение должно быть одобрено Святым Престолом.

#### Причащение мирян
Миссал 1970 года разрешил мирянам принимать Святое Причастие под обоими видами, т. е. и хлеба, и вина. Обстоятельства, при которых это могло быть разрешено, поначалу были весьма ограничены, но постепенно были расширены. Для регулярного причащения под обоими видами требуется разрешение епископа, но в некоторых странах епископы предоставили такое разрешение, и причащение под двумя видами там практикуется постоянно. Причащение под одним видом развилось в Западной Европе ещё до Тридентского Собора, и новый Римский миссал настаивает, что священник должен напоминать верным католическое учение о Причащении, как учит о нём Тридентский собор, то есть что они принимают всецелого Христа, даже причащаясь под одним видом, и поэтому не лишаются благодати, необходимой для спасения.
Другим изменением стал способ причащения мирян. До реформы миряне, желавшие причаститься, становились на колени возле алтарной преграды, священник подходил к каждому и преподавал Тело Христово со словами Corpus Domini nostri Jesu Christi custodiat animam tuam in vitam aeternam. Amen. Послереформенная практика похожа на таковую в Православной церкви. Миряне по очереди подходят к священнику, который преподаёт им Причастие со словами Corpus Christi, на что они отвечают Amen.
Ещё одним нововведением, встретившим гораздо более настороженное отношение, явилось разрешение преподавать Причастие в руки. Это было основным способом причастия в первые века, однако впоследствии, из-за возникших злоупотреблений, оно было заменено другими формами. Ни Собор, ни новый Миссал не одобряли такой практики, тем не менее, она появилась в некоторых епархиях и была после этого допущена Павлом VI. В настоящее время во многих странах Западной Европы и Америки эта практика является официально разрешённой или даже преобладающей, тогда как в ряде стран Восточной Европы, в т. ч. в части епархий России, она запрещена. Неприятие этой практики связано в основном с тем, что крошки Хостии могут остаться на руках и с них упасть на землю, в результате чего Тело Христово может оказаться попираемым.

#### АлтарьиДарохранительница
Уже с первых веков христианства сложилась традиция молиться, обратясь лицом на восток, то есть туда, откуда восходит солнце. С этим были связаны и такие именования Христа, как «Солнце правды», «Восток с высоты», встречающиеся в Новом Завете и раннехристианской поэзии. Туда же, на восток, старались ориентировать и алтарную часть храма. Однако, если в Восточных церквях, в частности, в Православной церкви, такая практика сохранилась практически без изменений до сего дня, то на Западе были возможны различные варианты. Например, Римский собор Св. Петра из-за особенностей местности, где он расположен, ориентирован алтарной частью на Запад. Священник, таким образом, желая, по древней традиции, молиться, обратясь на восток, оказывался одновременно обращён к прихожанам. Такое расположение называлось versus populum, т. е. «[священник, обращённый] к народу». Подобное расположение было и в некоторых других храмах. Однако, вплоть до XVI века не придавалось большого значения тому, стоит ли священник перед прихожанами или у них за спинами, поскольку всё равно все они были обращены в одну сторону — к востоку. Большинство же западных храмов, особенно в несколько последних веков перед реформой, строились таким образом, что алтарь примыкал непосредственно к стене, так что священник, в любом случае, совершал мессу, обратясь в ту же сторону, что и прихожане (такое положение называлось ad orientem («к востоку»), хотя этот мистический восток не всегда совпадал с географическим). Это символизировало, что весь народ Божий (во главе со священником, приносящим за него жертву) обращён в одну сторону, ко Христу. На алтаре, или в стене перед алтарём помещалась Дарохранительница, таким образом, даже вне литургии, молящиеся в храме могли обращаться к Христу, присутствующему в Святых Дарах.
В ходе реформы (и даже раньше, как было отмечено выше) в понимании Евхаристии стал делаться акцент не на принесении Жертвы, как это традиционно понималось Католической церковью, а на воспоминании Тайной Вечери Христа, поэтому появилась тенденция делать алтарь в виде обеденного стола, а священнику становиться перед ним лицом к народу, как бы «во главе стола». И хотя II Ватиканский Собор ничего не говорит об изменении ориентации священника, практически сразу после Собора начали внедряться подобные изменения, став, к нашему времени, одной из основных черт нового обряда.
Изменение ориентации священника повлекло за собой существенные изменения архитектуры храмов. В новых и восстанавливаемых храмах алтарь обычно сразу ставится так, чтобы можно было служить лицом к народу. В старых храмах алтарь либо перемещали или заменяли новым, либо же, оставив старый алтарь на месте, ставили перед ним новый алтарь, часто в виде всё того же обеденного стола. Общее наставление к Римскому миссалу (ОНРМ) в этой связи указывает, «главный алтарь следует устанавливать на некотором расстоянии от стены, чтобы вокруг него можно было без затруднения обходить и чтобы можно было священнодействовать лицом к народу, [что желательно всегда, когда возможно]» (ОНРМ, 262; слова в квадратных скобках отсутствуют в русском переводе, сделанном с издания 1975 года, но они появляются в более позднем издании 2002 года).
Больше не требуется вкладывать в алтарь частицы мощей святых, как это было раньше. При необходимости, например, вне храма, месса может совершаться, практически, на любом подходящем столе, хотя в ОНРМ оговаривается, что «на нём всегда должны быть алтарный покров, корпорал, крест и свечи» (ОНРМ, 260; цитата переведена из издания 2002 года (IGMR, 297), т. к. в русском переводе слов про крест и свечи ещё нет), что, впрочем, на практике соблюдается отнюдь не всегда.
Изменение расположения алтаря и священника повлекло за собой и изменение расположения Дарохранительницы. Раньше, как уже было отмечено выше, она обычно располагалась на алтаре или перед ним. При совершении мессы лицом к народу священник оказывался спиной к Св. Дарам в Дарохранительнице. Поэтому Дарохранительницу также стали перемещать в другое место, часто — на боковой алтарь, или даже в отдельную часовню. ОНРМ (издание 1975 года) по этому поводу указывал, «весьма желательно, чтобы место хранения Святых Даров находилось в часовне, отведённой для частного поклонения и молитв верных. Если это невозможно, то в зависимости от структуры храма и законных местных обычаев Святые Дары следует поместить либо на другом алтаре, либо вне алтаря, в достойной и должным образом украшенной части храма» (ОНРМ, 276). В издании 2002 года раздел о Дарохранительнице значительно расширен, в частности, говорится, что она должна находиться в достойной части храма, доступной для взора, красиво украшенной и подходящей для молитвы (IGMR, 314). Предпочтение теперь отдаётся размещению Дарохранительницы в алтарной части храма (но не на основном алтаре), но допускается и расположение в часовне, которая «органически соединена с храмом и доступна для взора верных» (IGMR, 315).

## Официальные издания
К настоящему времени было выпущено три т. н. «типовых» (т. е. нормативных, с которых должны делаться все переводы) издания (editio typica) Римского миссала по обряду Павла VI: 1) оригинальное издание 1970 года, 2) издание 1975 года (оба — при Павле VI), и 3) издание 2002 года (по указанию папы Иоанна Павла II). Официальным в настоящее время является издание 2002 года, однако оно ещё не переведено на все языки, и во многих странах (включая Россию) используются переводы с editio typica 1975 года. Впрочем, различия между изданиями незначительны и касаются в основном уставных рубрик (ОНРМ).